# الصالحية (وادي الدواسر)
الصالحية، هي قرية من فئة (أ) تقع في محافظة وادي الدواسر، والتابعة لمنطقة الرياض في السعودية. وتبعد الصالحية عن محافظة وادي الدواسر بمسافة تقارب () كم.